# Julio Quintana Martínez
Julio Quintana Martínez (* 17. Februar 1962 in Pinar del Río) ist ein ehemaliger kubanischer Boxer.

## Werdegang
Julio Quintana stammt aus einer sportlichen Familie in Pinar del Río. Sein Vater war in der Zeit vor der kubanischen Revolution Profiboxer, ohne dabei allerdings große Meriten zu ernten. Er hat fünf Geschwister, von denen zwei Brüder ebenfalls boxten. Der 1,83 Meter große Athlet, der ein ausgezeichneter Stilist war, wurde von Dr. Enrique Garmuri trainiert. Er gehörte den kubanischen Schutz- und Sicherheitsorganen an, trat später in die kubanischen Streitkräfte ein und studierte aber noch während seiner Karriere Sport.
Seit 1981 gehörte Julio Quintana der kubanischen Nationalmannschaft der Boxer an. Er weilte im Frühjahr dieses Jahres in Europa und startete beim Chemie-Pokal in Halle (Saale). Dort unterlag er im Finale des Halbmittelgewichtes gegen Detlef Kästner aus der DDR nach Punkten (0:5). Im gleichen Jahr startete er auch beim „Giraldo-Cordova-Cardin“-Turnier, einem für kubanische Boxer sehr wichtigen vom kubanischen Boxverband veranstalteten Turnier und kämpfte sich dort bis in das Finale vor, in dem er gegen Oleg Koliadin aus der Sowjetunion verlor.
1982 wurde Julio Quintana kubanischer Vizemeister im Halbmittelgewicht. Er unterlag dabei im Finale gegen den Olympiasieger von 1980 Armando Martínez nach Punkten. Gegen den gleichen Boxer unterlag er auch im Finale des „Giraldo-Cordova-Cardin“-Turnieres in Guantánamo durch K. o. in der 2. Runde. Für ihn eine bittere Niederlage, die ihn veranlasste künftig in höheren Gewichtsklassen zu starten.
1983 kämpfte er daher gleich um zwei Gewichtsklassen höher, nämlich im Halbschwergewicht. In dieser neuen Gewichtsklasse schaffte er bei der kubanischen Meisterschaft gleich eine Überraschung, denn er besiegte im Endkampf den amtierenden Weltmeister in dieser Gewichtsklasse von 1982 Pablo Romero nach Punkten (4:1). Beim „Giraldo-Cordova-Cardin“-Turnier 1983 in Santiago de Cuba revanchierte sich Pablo Ramero allerdings und besiegte Julio Quintano im Finale nach Punkten (5:0). 1983 startete er auch beim Grand Prix in Ústí nad Labem und verlor dort im Halbschwergewicht gegen Kurt Seiler aus der Bundesrepublik Deutschland nach Punkten. Einen bemerkenswerten Sieg landete Julio Quintana 1983 bei einem Länderkampf in Camagüey zwischen Kuba und den Vereinigten Staaten. Er schlug im Mittelgewicht den späteren Profi-Weltmeister im Schwergewicht Evander Holyfield klar nach Punkten.
1984 verlor Julio Quintana im Endkampf um die kubanische Meisterschaft im Halbschwergewicht gegen Pablo Romero nach Punkten. Auch beim „Giraldo-Cordova-Cardin“-Turnier wurde er im Finale von diesem Boxer ausgepunktet. Ein Start bei den Olympischen Spielen dieses Jahres in Los Angeles war aber weder für ihn noch für Pablo Romero möglich, weil Kuba aus politischen Gründen diese Olympischen Spiele boykottierte.
Auch im Jahre 1985 belegte Julio Quintana bei der kubanischen Meisterschaft, bei der er im Mittelgewicht startete und beim „Giraldo-Cordova-Cardin“-Turnier in Ciego de Ávila jeweils nur den 2. Platz. Beide Male wurde er vom Weltmeister im Mittelgewicht von 1982 Bernardo Comas geschlagen. Bei der Meisterschaft nach Punkten und in Ciego de Ávila durch Disqualifikation in der 3. Runde.
1986 wurde dann das erfolgreichste Jahr in der Laufbahn von Julio Quintana. Zwar musste er sich im Finale der kubanischen Meisterschaft im Mittelgewicht erneut Bernardo Comas nach Punkten geschlagen geben, aber beim „Giraldo-Cordova-Cardin“-Turnier siegte er im Finale über Lino Ramirez nach Punkten und erkämpfte sich damit den Startplatz im Mittelgewicht für die Weltmeisterschaft in Reno. Zur Vorbereitung auf die Weltmeisterschaft bestritt er das Strandja-Turnier in Sofia und den Grand Prix in Ústí nad Labem. Bei beiden Turnieren belegte er den 1. Platz. Bei der Weltmeisterschaft in Reno schlug er Egerton Marcus aus Kanada (5:0), Dimitri Boliglasow aus der UdSSR (5:0) und Carlos Herrera aus Venezuela (4:1) nach Punkten. Im Halbfinale unterlag er aber dem US-Amerikaner Darin Allen nach Punkten (0:5) und musste sich deshalb mit der WM-Bronzemedaille begnügen. Ein Erfolg gelang ihm dann aber bei den Central American & Caribbean Games in Santiago de los Caballeros. Hier siegte er im Mittelgewicht im Endkampf über Francisco Rosario aus der Dominikanischen Republik klar nach Punkten (5:0).
In den folgenden Jahren konnte er sich in Kuba nicht mehr durchsetzen. Im Mittelgewicht wurde Ángel Espinosa zum dominierenden Mann, den Julio Quintana nicht besiegen konnte. Er kam deswegen zu keinen weiteren Einsätzen bei den großen internationalen Meisterschaften.

## Internationale Erfolge
| Jahr | Platz | Wettbewerb                                                                                       | Gewichtsklasse | |
| 1981 | 2.    | Chemie Pokal in Halle (Saale)                                                                    | Halbmittel     | nach einer Punktniederlage im Finale gegen Detlef Kästner, DDR (0:5) |
| 1981 | 2.    | „Giraldo-Cordova-Cardin“-Turnier in Havanna                                                      | Halbmittel     | nach einer Punktniederlage im Finale gegen Oleg Koliadin, UdSSR |
| 1981 | 1.    | Meisterschaft der Schutz- u. Sicherheitsorgane der Staaten der sozialistischen Länder in Havanna | Halbmittel     | mit einem Punktsieg im Finale über Alexander Sarochinzew, UdSSR |
| 1981 | 2.    | Central American & Caribbean Championships in Santo Domingo, Dom. Rep.                           | Halbmittel     | nach einer Punktniederlage im Finale gegen Jorge Amparo, Dom. Rep. |
| 1982 | 2.    | „Giraldo-Cordova-Cardin“-Turnier in Guantánamo                                                   | Halbmittel     | nach einer KO-Niederlage i.d. 2. Runde gegen Armando Martínez, Kuba |
| 1982 | 1.    | Meisterschaft der Armeen des Warschauer Paktes in Havanna                                        | Halbschwer     | mit einem Sieg im Finale über Gustave Robledo, Nicaragua |
| 1983 | 2.    | Grand Prix in Ústí nad Labem                                                                     | Halbschwer     | nach einer Punktniederlage im Finale gegen Kurt Seiler, BRD |
| 1983 | 1.    | „Golden Belt“-Turnier in Bukarest                                                                | Halbschwer     | mit einem Abbruch-Sieg i.d. 3. Runde über Giorgica Donici, Rumänien |
| 1983 | 2.    | „Giraldo-Cordova-Cardin“-Turnier in Santiago de Cuba                                             | Halbschwer     | nach einer Punktniederlage gegen Pablo Romero, Kuba (0:5) |
| 1984 | 3.    | Chemie Pokal in Halle (Saale)                                                                    | Halbschwer     | nach einer Punktniederlage im Halbfinale gegen Markus Bott, BRD |
| 1984 | 1.    | Grand Prix in Ústí nad Labem                                                                     | Halbschwer     | mit einem Punktsieg im Finale über Detlef Friese, DDR |
| 1984 | 2.    | „Giraldo-Cordova-Cardin“-Turnier in Sancti Spíritus                                              | Halbschwer     | nach einer Punktniederlage im Finale gegen Pablo Romero (1:4) |
| 1985 | 2.    | „Giraldo-Cordova-Cardin“-Turnier in Ciego de Ávila                                               | Mittel         | mit einem Punktsieg im Finale über Lino Ramirez, Kuba (5:0) |
| 1985 | 1.    | Central American & Caribbean Championships in Maturín/Venezuela                                  | Halbschwer     | mit einem Punktsieg im Finale über Raimundo Yant, Venezuela |
| 1985 | 2.    | Meisterschaft der Armeen des Warschauer Paktes in Bydgoszcz                                      | Mittel         | mit einem Sieg über Stanislaw Smirnow, UdSSR u. einer Punktniederlage gegen Henryk Petrich, Polen                                                                            |
| 1986 | 1.    | „Giraldo-Cordova-Cardin“-Turnier in Camagüey                                                     | Mittel         | mit einem Punktsieg im Finale über Lino Ramirez (5:0) |
| 1986 | 1.    | Strandja-Turnier in Sofia                                                                        | Mittel         | mit einem KO-Sieg i.d. 1. Runde über Filko Ruschukliew, Bulgarien |
| 1986 | 1.    | Grand Prix in Ústí nad Labem                                                                     | Mittel         | mit einem Punktsieg im Finale über Andrej Schalow, UdSSR |
| 1986 | 3.    | WM in Reno                                                                                       | Mittel         | mit Punktsiegen über Egerton Marcus, Kanada (5:0), Dimitri Boliglasow, UdSSR (5:0) u. Carlos Herrera, Venezuela (4:1) u. einer Punktniederlage gegen Darrin Allen, USA) 0:5) |
| 1986 | 1.    | Central American & Caribbean Championships in Santiago de los Caballeros                         | Mittel         | mit Punktsiegen über Anibal Marrero, Puerto Rico (5:0), Carlos Herrera, Venezuela (3:2) u. Francisco Rosario, Dom. Rep. (5:0)                                                |
| 1987 | 2.    | „Giraldo-Cordova-Cardin“-Turnier in Santa Clara                                                  | Mittel         | mit einer Abbruch-Niederlage i.d. 1. Runde gegen Ángel Espinosa |
| 1987 | 2.    | 18. TSC-Turnier in Berlin                                                                        | Mittel         | nach Punktniederlage im Finale gegen Sven Ottke, BRD |
| 1989 | 1.    | Central American & Caribbean Championships in Santo Domingo                                      | Halbschwer     | mit einem Abbruch-Sieg i.d. 1. Runde im Finale über Juan Jimenez, Dom. Rep.                                                                                                  |

## Länderkampf
| Jahr | Ort      | Begegnung      | Gewichtsklasse | Ergebnis                                 |
| 1983 | Camagüey | Kuba gegen USA | Mittel         | Punktsieger über Evander Holyfield (5:0) |

## Kubanische Meisterschaften
| Jahr | Platz | Gewichtsklasse | Ergebnis                                               |
| 1982 | 2.    | Halbmittel     | Punktniederlage im Finale gegen Armando Martínez (0:5) |
| 1983 | 1.    | Halbschwer     | Punktsieger im Finale über Pablo Romero (4:1)          |
| 1984 | 2.    | Halbschwer     | Punktniederlage im Finale gegen Pablo Romero           |
| 1985 | 2.    | Mittel         | Abbruch-Niederlage i.d. 3. Runde gegen Bernardo Comas  |
| 1986 | 2.    | Mittel         | Punktniederlage im Finale gegen Bernardo Comas         |
| 1987 | 2.    | Mittel         | nach Punktniederlage gegen Ángel Espinosa              |
| 1989 | 3.    | Halbschwer     | hinter Orlando Despaigne u. Pablo Romero               |